# هیلفارن‌بیک
هیلفارن‌بیک (به هلندی: Hilvarenbeek) یک شهرستان در هلند است که در برابانت شمالی واقع شده‌است. هیلفارن‌بیک ۱۸ متر بالاتر از سطح دریا واقع شده‌است.